# Thập niên 1800
Thập niên 1800 (tương đương Thế kỉ 19) bắt đầu từ ngày 1 tháng 1, 1800 đến ngày 31 tháng 12, năm 1809.

## Thiên văn học
- Những tiểu hành tinh đầu tiên được biết đến trong thập kỷ này:
  - Ceres (2 tháng 1 năm 1801). Ceres đã được xếp hạng lại là hành tinh lùn vào năm 2006.
  - Pallas (28 tháng 3 năm 1802)
  - Juno (1 tháng 9 năm 1804)
  - Vesta (29 tháng 3 năm 1807)